# Lijst van voetbalinterlands Cyprus - Georgië
Deze lijst van voetbalinterlands is een overzicht van alle officiële voetbalwedstrijden tussen de nationale teams van Cyprus en Georgië. De landen speelden tot op heden acht keer tegen elkaar. De eerste ontmoeting, een vriendschappelijke wedstrijd, werd gespeeld in Larnaca op 22 december 1992. Het laatste duel, een kwalificatiewedstrijd voor het Europees kampioenschap voetbal 2024, vond plaats op 15 oktober 2023 in Tbilisi.

## Wedstrijden
| № | Plaats  | Datum            | Competitie           | Wedstrijd        | Uitslag |
| - | ------- | ---------------- | -------------------- | ---------------- | ------- |
| 1 | Larnaca | 22 december 1992 | Vriendschappelijk    | Cyprus – Georgië | 1 – 0   |
| 2 | Limasol | 27 maart 1996    | Vriendschappelijk    | Cyprus – Georgië | 0 – 2   |
| 3 | Nicosia | 19 februari 2004 | Vriendschappelijk    | Cyprus – Georgië | 3 – 1   |
| 4 | Tbilisi | 11 oktober 2008  | WK 2010 kwalificatie | Georgië – Cyprus | 1 – 1   |
| 5 | Larnaca | 28 maart 2009    | WK 2010 kwalificatie | Cyprus – Georgië | 2 – 1   |
| 6 | Gori    | 10 november 2017 | Vriendschappelijk    | Georgië – Cyprus | 1 – 0   |
| 7 | Larnaca | 17 juni 2023     | EK 2024 kwalificatie | Cyprus – Georgië | 1 – 2   |
| 8 | Tbilisi | 15 oktober 2023  | EK 2024 kwalificatie | Georgië – Cyprus | 4 – 0   |

## Samenvatting
| Competitie        | Totaal gespeeld | Winst Cyprus | Gelijk | Winst Georgië | Doelsaldo Cyprus – Georgië |
| ----------------- | --------------- | ------------ | ------ | ------------- | -------------------------- |
| WK-kwalificatie   | 2               | 1            | 1      | 0             | 3 − 2                      |
| EK-kwalificatie   | 2               | 0            | 0      | 2             | 1 − 6                      |
| Vriendschappelijk | 4               | 2            | 0      | 2             | 4 − 4                      |
| Totaal            | 8               | 3            | 1      | 4             | 8 − 12                     |

Wedstrijden bepaald door strafschoppen worden, in lijn met de FIFA, als een gelijkspel gerekend.

## Details

### Eerste ontmoeting
| Vriendschappelijk (Larnaca, Cyprus, 22 december 1992): |       |         |
| Cyprus                                                 | 1 – 0 | Georgië |
| Demetris Ioannou 40'                                   | goals |         |

### Tweede ontmoeting
| Vriendschappelijk (Limasol, Cyprus, 27 maart 1996): |       |                                              |
| Cyprus                                              | 0 – 2 | Georgië                                      |
|                                                     | goals | 53' Temoeri Ketsbaia 65' Gotsja Dzjamaraoeli |

### Derde ontmoeting
| Vriendschappelijk (Nicosia, Cyprus, 19 februari 2004):                        |       |                      |
| Cyprus                                                                        | 3 – 1 | Georgië              |
| Constantinos Charalambides 44' Constantinos Charalambides 55' Marios Elia 73' | goals | 56' Georgi Gabidauri |

### Vierde ontmoeting
| WK 2010 kwalificatie (Tbilisi, Georgië, 11 oktober 2008): |       |                           |
| Georgië                                                   | 1 – 1 | Cyprus                    |
| Levan Kobiasjvili 73'                                     | goals | 66' Michalis Konstantinou |

### Vijfde ontmoeting
| WK 2010 kwalificatie (Larnaca, Cyprus, 28 maart 2009): |       |                              |
| Cyprus                                                 | 2 – 1 | Georgië                      |
| Michalis Konstantinou 33' Dimitris Christofi 56'       | goals | 71' (pen.) Levan Kobiasjvili |

### Zesde ontmoeting
| Vriendschappelijk (Gori, Georgië, 10 november 2017): |              | |
| Georgië | 1 – 0        | Cyprus |
| Giorgi Kvilitaia 24' | goals        | |
| Vladimír Weiss | bondscoach   | Ran Ben Shimon |
| Giorgi Loria Otar Kakabadze Davit Chotsjolava Goeram Kasjia Dzjaba Kankava Vako Kazaisjvili 67' Nika Kvekveskiri 82' Giorgi Kvilitaia 82' Giorgi Papoenasjvili 74' Giorgi Navalovski 82' Giorgi Merebasjvili 82'      | opstellingen | Antonis Georgallidis Giorgos Merkis 73' Haralambos Kyriakou 65' Giorgos Efraim Jason Dimitriou 73' Dimitris Christofi Pieros Sotiriou 65' Vincent Laban 82' Renato Margaça Konstantinos Laifis 82' Kostakis Artymatas |
| Saba Lobzjanidze 67' Vako Gvilia 74' Giorgi Aboerdzjania 82' Nika Katsjarava 82' Gia Grigalava 82' Irakli Sicharoelidze 82'                                                                                           | wissels      | 65' Grigoris Kastanos 65' Gerasimos Fylaktou 73' Andreas Avraam 73' Nestoras Mytidis 82' Giorgos Vasiliou 82' Giorgos Ekonomidis                                                                                      |
| Otar Kakabadze 26' | gele kaarten | 25' Vincent Laban 26' Giorgos Merkis 79' Pieros Sotiriou |
| - Eerste officiële interland van Georgië in het Tengiz Boerdzjanadzestadion in Gori. - Debuut van Irakli Sicharoelidze (FC Lokomotivi Tbilisi) voor Georgië. - Debuut van Gerasimos Fylaktou (AU Paphos) voor Cyprus. |              | |

KOP · A-internationals · Bondscoaches · Statistieken · Cypriotisch vrouwenelftal · Cyprus U21 · Cyprus U20 · Cyprus U19 · Cyprus U18 · Cyprus U17 · Cyprus U16
1960 – 1969 · 
1970 – 1979 · 
1980 – 1989 · 
1990 – 1999 · 
2000 – 2009 · 
2010 – 2019 ·
2020 − 2029
1960 · 
1961 · 
1962 · 
1963 · 
1964 · 
1965 · 
1966 · 
1967 · 
1968 · 
1969 · 
1970 · 
1971 · 
1972 · 
1973 · 
1974 · 
1975 · 
1976 · 
1977 · 
1978 · 
1979 · 
1980 · 
1981 · 
1982 · 
1983 · 
1984 · 
1985 · 
1986 · 
1987 · 
1988 · 
1989 · 
1990 · 
1991 · 
1992 · 
1993 · 
1994 · 
1995 · 
1996 · 
1997 · 
1998 · 
1999 · 
2000 · 
2001 · 
2002 · 
2003 · 
2004 · 
2005 · 
2006 · 
2007 · 
2008 · 
2009 · 
2010 · 
2011 · 
2012 · 
2013 ·
2014 ·
2015 ·
2016 ·
2017 ·
2018 ·
2019 ·
2020 ·
2021 ·
2022
Albanië ·
Andorra ·
Armenië ·
Azerbeidzjan ·
België ·
Bosnië en Herzegovina ·
Bulgarije ·
Canada ·
Denemarken ·
Duitsland ·
Engeland ·
Estland ·
Faeröer ·
Finland ·
Frankrijk ·
Georgië ·
Gibraltar · 
Griekenland ·
Hongarije ·
Ierland ·
IJsland ·
Irak ·
Iran ·
Israël ·
Italië ·
Japan ·
Joegoslavië ·
Jordanië ·
Kazachstan ·
Koeweit ·
Kosovo ·
Kroatië ·
Letland ·
Libanon ·
Litouwen ·
Luxemburg ·
Malta ·
Moldavië ·
Montenegro ·
Nederland ·
Noord-Ierland ·
Noord-Macedonië ·
Noorwegen ·
Oekraïne ·
Oostenrijk ·
Polen ·
Portugal ·
Roemenië ·
Rusland ·
San Marino ·
Saoedi-Arabië ·
Schotland ·
Servië ·
Slovenië ·
Slowakije ·
Sovjet-Unie ·
Spanje ·
Syrië ·
Tsjechië ·
Tsjecho-Slowakije ·
Wales ·
Wit-Rusland ·
Zweden ·
Zwitserland
GFF · A-internationals · Bondscoaches · Statistieken · Georgisch vrouwenelftal · Georgië U21 · Georgië U20 · Georgië U19 · Georgië U18 · Georgië U17 · Georgië U16
1990 – 1999 ·
2000 – 2009 ·
2010 – 2019 ·
2020 − 2029
1990 · 
1991 · 
1992 · 
1993 · 
1994 · 
1995 · 
1996 · 
1997 · 
1998 · 
1999 · 
2000 · 
2001 · 
2002 · 
2003 · 
2004 · 
2005 · 
2006 · 
2007 · 
2008 · 
2009 · 
2010 · 
2011 · 
2012 · 
2013 · 
2014 · 
2015 ·
2016 ·
2017 ·
2018 ·
2019 ·
2020 ·
2021 ·
2022 ·
2023 ·
2024
Albanië ·
Andorra ·
Armenië ·
Azerbeidzjan ·
Bosnië en Herzegovina ·
Bulgarije ·
Cyprus ·
Denemarken ·
Duitsland ·
Egypte ·
Engeland ·
Estland ·
Faeröer ·
Finland ·
Frankrijk ·
Gibraltar ·
Griekenland ·
Hongarije ·
Ierland ·
IJsland ·
Iran ·
Israël ·
Italië ·
Jordanië ·
Kameroen ·
Kazachstan ·
Kosovo ·
Kroatië ·
Letland ·
Libanon ·
Liechtenstein ·
Litouwen ·
Luxemburg ·
Malta ·
Marokko ·
Moldavië ·
Mongolië ·
Montenegro · 
Nederland ·
Nieuw-Zeeland ·
Nigeria ·
Noord-Ierland ·
Noord-Macedonië ·
Noorwegen ·
Oekraïne ·
Oezbekistan ·
Oostenrijk ·
Paraguay ·
Polen ·
Portugal ·
Qatar ·
Roemenië ·
Rusland ·
Saint Kitts en Nevis ·
Saoedi-Arabië ·
Schotland ·
Servië ·
Slovenië ·
Slowakije ·
Spanje ·
Thailand ·
Tsjechië ·
Tunesië ·
Turkije ·
Uruguay ·
Verenigde Arabische Emiraten ·
Wales ·
Wit-Rusland ·
Zuid-Afrika ·
Zuid-Korea ·
Zweden ·
Zwitserland